# Æthelheard (Wessex)
Æthelheard (auch Æþelheard, Æðelheard, Æðelherd, Adelhardus, Edilhard, Athelardus etc.; † um 740) war in den Jahren 726 bis 740 König des angelsächsischen Königreichs Wessex.

## Leben

### Familie
Æthelheard stammte aus dem Haus Wessex, doch sind seine Eltern unbekannt. Er war mit Frithugyth verheiratet, deren Herkunft unbekannt ist. Nachkommen Æthelheards wurden nicht überliefert. Spätere Quellen nennen ihn als Bruder von Æthelburg, der Frau seines Vorgängers Ine.
Sein Nachfolger Cuthred wird in der Angelsächsischen Chronik allgemein als sein Verwandter bezeichnet, während Symeon von Durham, ein Chronist des 12. Jahrhunderts, ihn als Bruder ansieht.

### Herrschaft
Im Jahr 726 dankte König Ine, ein Blutsverwandter, ab und begab sich auf eine Pilgerfahrt nach Rom. Bei seiner Abdankung traf er offenbar keine nähere Regelung über seine Nachfolge, sodass neben Æthelheard auch der Ætheling (etwa „Prinz“) Oswald als Verwandter Ines (er war wohl ein Abkömmling Ceawlins) Ansprüche geltend machte. Æthelheard konnte sich militärisch durchsetzen, vermutlich, weil er die Unterstützung von König Æthelbald von Mercia genoss. Oswald starb im Jahr 730. Wessex geriet zur Zeit Æthelheards in eine Phase der Schwäche.
In Abschriften blieben einige Chartas Æthelheards erhalten. Im Jahr 729 verschenkten Æthelheard und regina („Königin“) Frithugyth große Ländereien in Pouholt (Polden Hills, Somerset) an Abt Cengisl und Glastonbury Abbey. Æthelbald, der König von Mercia, unternahm 733 einen Vorstoß nach Wessex und eroberte Teile von Somerset und den Königssitz in Somerton. Æthelheard musste dessen Oberhoheit anerkennen und scheint ihn bei Feldzügen gegen Wales begleitet zu haben. Eine von Æthelbald von Mercia und Æthelheard zwischen 726 und 737 ausgestellte Charta über eine Schenkung bei Wacenesfeld (Watchfield im District Vale of White Horse) und Geenge (Ginge Brook, Berkshire) an das St Mary's Minster in Abingdon ist wahrscheinlich eine spätere Fälschung.
737 gaben Æthelheard und Frithugyth mehrere kleine Landstücke in Tantun (Taunton), Cearn (vermutlich Charmouth, Dorset) und Wiðiglea (Withiel Florey, Somerset) an die Peter and Paul Kirche in Winchester. Um das Jahr 737 unternahmen Königin Frithugyth und Forthhere, der Bischof von Sherborne eine Pilgerreise nach Rom. 739 übertrug Æthelheard Bischof Forthhere von Sherborne Land in Crediton zum Bau eines Klosters („monasterium“ oder „minster“), das die von Canterbury befolgte römische Version des Christentums gegen die sich von Wales und Cornwall aus auch in Devon ausbreitende keltische Variante pflegen und verbreiten sollte. Diese Schenkung wurde später von Æthelstan (924–939) bestätigt.
Æthelheard starb um das Jahr 740 und sein Verwandter Cuthred wurde Nachfolger als König.